# Mid North Coast
Pour les articles homonymes, voir Mid North.

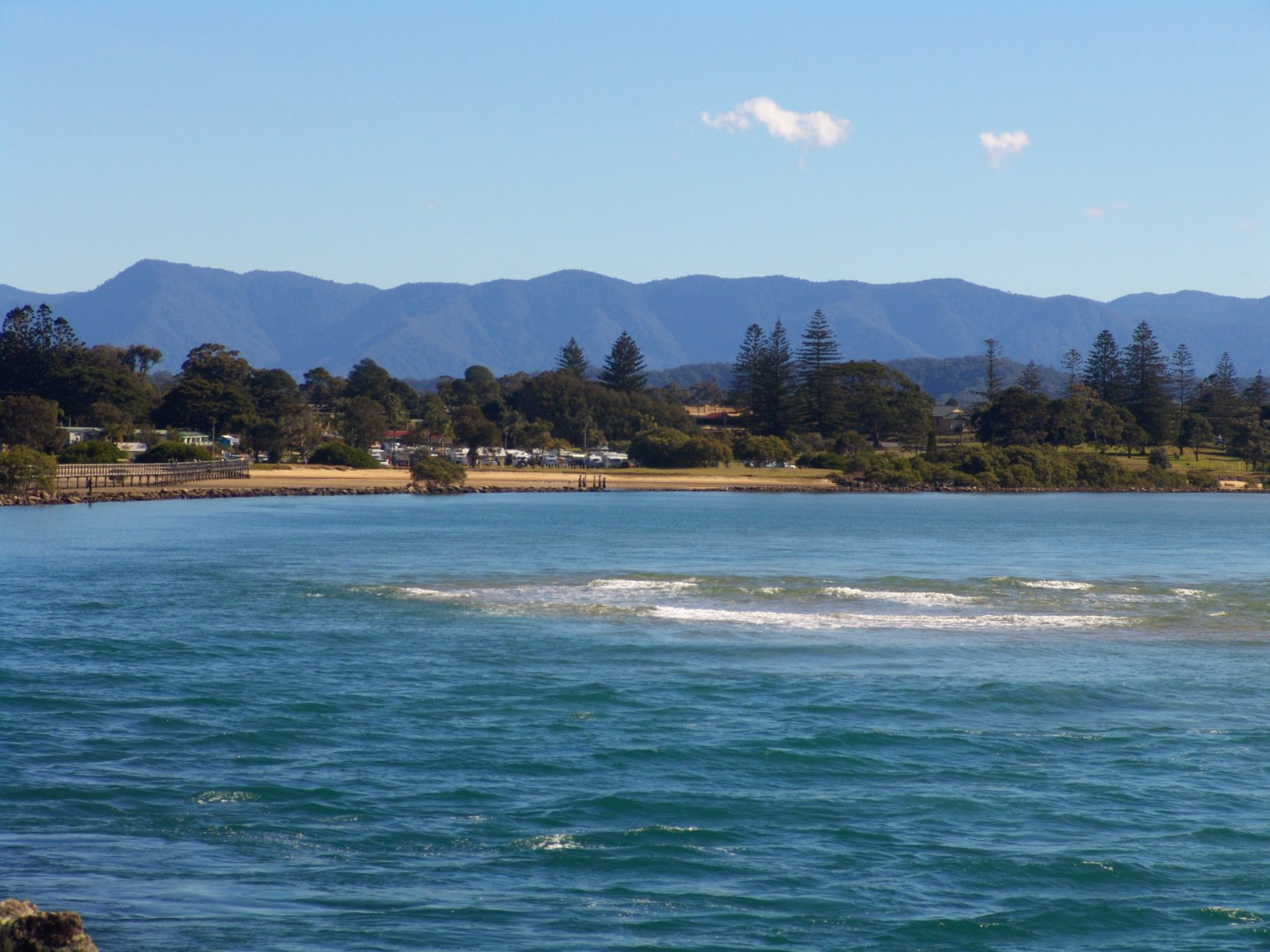
Urunga sur la Mid North Coast.

La Mid North Coast (la côte du centre-nord en traduction littérale) est une région au nord-est de l'État de Nouvelle-Galles du Sud, en Australie. La région occupe le centre de la côte nord de la Nouvelle-Galles du Sud, depuis Seal Rocks, à 275 km au nord de Sydney jusqu'à Woolgoolga, à 562 km au nord de Sydney, soit environ 400 km de côtes. 
Du sud au nord, les principales villes de la région sont : les villes jumelles de Forster et Tuncurry, Taree, Port Macquarie, Kempsey, South West Rocks, Nambucca Heads et Coffs Harbour. Taree, Port Macquarie et Coffs Harbour sont les principaux centres de la région, disposant de tous les grands magasins, équipements publics et attractions. Kempsey et Forster-Tuncurry sont considérés comme des centres de taille moyenne. Les petites villes, qui sont des sites touristiques très populaires, sont North Haven, South West Rocks, Urunga et Pacific Palms (en).
La région a un climat subtropical et est connue pour ses plages. Les principales ressources de la région sont l'agriculture, l'exploitation forestière et le tourisme.